# Bendogo (Zitenga)
Pour les articles homonymes, voir Bendogo.
Bendogo est une commune rurale située dans le département de Zitenga de la province de l'Oubritenga dans la région Plateau-Central au Burkina Faso.

## Géographie
Bendogo forme un ensemble urbain continu avec la commune de Zitenga, le chef-lieu du département.

## Économie
La commune est traversée par la dite « ligne d'Abidjan à Ouagadougou » – qui se prolonge en réalité au nord jusqu'à Kaya – et possède une gare à proximité, la gare de Zitenga. Cet arrêt permet les échanges de marchandises, et surtout de voyageurs, entre Ouagadougou et l'ensemble Zitenga-Bendogo.

## Santé et éducation
Le centre de soins le plus proche de Bendogo est le centre de santé et de promotion sociale (CSPS) de Zitenga. Le centre médical avec antenne chirurgicale (CMA) de la province se trouve à Ziniaré.
Bendogo possède une école primaire tandis que le collège d'enseignement général (CEG) est à Zitenga et le lycée provincial à Ziniaré.